# ACV Puls
ACV Puls  is een vakcentrale van het Algemeen Christelijk Vakverbond die de belangen van werknemers uit 44 verschillende paritair comités verdedigt, zowel managers als personeel met een bediendenstatuut. De centrale is ingedeeld in verschillende deelwerkingen waarvan financiën, non-profit, distributie, industrie en diensten de grootste zijn. Als LBC Onderwijs richt de centrale zich ook op de centra voor volwassenenonderwijs (cvo's) van de gemeenten Antwerpen, Mortsel, Borgerhout, Turnhout, Beringen, Sint-Niklaas, Brasschaat (met soms nog extra afdelingen zoals in Boom en Kapellen).

## Geschiedenis
Op 1 januari 1934 werd de Landelijke Bediendencentrale - Nationaal Verbond voor Kaderleden (LBC-NVK) opgericht uit de fusie van het Nationaal Syndicaat voor Bedienden van België (NSBB) en het Antwerpse Bediendensyndicaat van Handel en Nijverheid.
In 2010 werd Ferre Wyckmans algemeen secretaris. Hij werd op 1 juli 2015 opgevolgd door Stefaan Decock.
In 2019 werd besloten de vakcentrale met een nieuwe naam te geven, namelijk ACV Puls.
In 2024 werd Lieveke Norga aangesteld als algemeen secretaris. 